# Ruth Corset
Ruth Corset (* 9. Mai 1977 in Townsville) ist eine ehemalige australische Radrennfahrerin.

## Sportliche Laufbahn
Bevor Ruth Corset im Radrennsport aktiv wurde, war sie Triathletin. 2009 errang sie im Straßenrennen der Ozeanienmeisterschaften die Silbermedaille und gewann eine Etappe der Route de France Féminine; in der Gesamtwertung des Grand Prix de Plouay-Bretagne wurde sie Fünfte. Bei den Straßenweltmeisterschaften in Mendrisio belegte sie Rang zwölf. Im Jahr darauf wurde sie australische Straßenmeisterin und entschied eine Etappe der Tour Cycliste Féminin International de l’Ardèche für sich, bei der sie auch Dritte der Gesamtwertung wurde. Im selben Jahr wurde sie Vierte der Tour of New Zealand, des Trofeo Alfredo Binda sowie Zweite der Tour Féminin en Limousin. 2011 wurde sie Dritte der Tour of New Zealand sowie Sechste der Gesamtwertung des Giro d’Italia Femminile, erlitt aber auch mehrere Stürze bei Rennen in Europa. 2013 belegte sie im Einzelzeitfahren der Ozeanienmeisterschaften Rang drei.
Trotz dieser erfolgreichen Bilanz unterschrieb Corset, die 2012 und 2013 für Bizkaia-Durango gefahren war, keinen weiteren Vertrag bei einem Radsportteam, auch weil sie nicht für die Olympischen Spiele in London nominiert worden war. In einem Interview gab erläuterte sie 2017, dass sie schon zu ihrer aktiven Zeit als Radrennfahrerin Mutter von zwei Töchtern war und unter den langen Trennungen von ihrer Familie gelitten habe. Sie bestritt aber weiterhin Rennen in Australien – so wurde sie 2016 nationale Vize-Meisterin – und beendete ihre aktive Laufbahn endgültig im Jahre 2017. Ihre Tochter Stephanie ist inzwischen selbst als Radsportlerin erfolgreich.

## Erfolge
2009
- Ozeanienmeisterschaft – Straßenrennen
- eine Etappe Route de France Féminine

2010
- Australische Meisterin – Straßenrennen
- eine Etappe Tour Cycliste Féminin International de l’Ardèche

2013
- Ozeanienmeisterschaft – Einzelzeitfahren

## Teams
- 2010 TIBCO-To The Top
- 2012 Bizkaia-Durango
- 2013 Bizkaia-Durango